# Gran Premio Side
El Gran Premio Side es una carrera ciclista turca de un día creada en 2018 y disputada en Manavgat (Provincia de Antalya). Desde su creación pertenece al circuito UCI Europe Tour en la categoría 1.2. La carrera está organizada por la agencia de viajes Cartier Tour.

## Palmarés
| Año  | Ganador           | Segundo            | Tercero            |
| ---- | ----------------- | ------------------ | ------------------ |
| 2018 | Stepan Astafyev   | Samir Jabrayilov   | Branislau Samoilau |
| 2020 | Alan Banaszek     | Lucas Carstensen   | Yacine Hamza       |
| 2021 | Mohd Harrif Saleh | Alan Banaszek      | Andri Kulyk        |
| 2022 | Mamyr Stash       | Mykhailo Kononenko | Iogan Shtein       |

## Palmarés por países
| País       | Victorias |
| ---------- | --------- |
| Kazajistán | 1         |
| Polonia    | 1         |
| Malasia    | 1         |
| Rusia      | 1         |